# Amadeo Ruiz Olmos
Amadeo Ruiz Olmos (Benetúser, 1913-Madrid, 1993) fue un escultor e imaginero español.

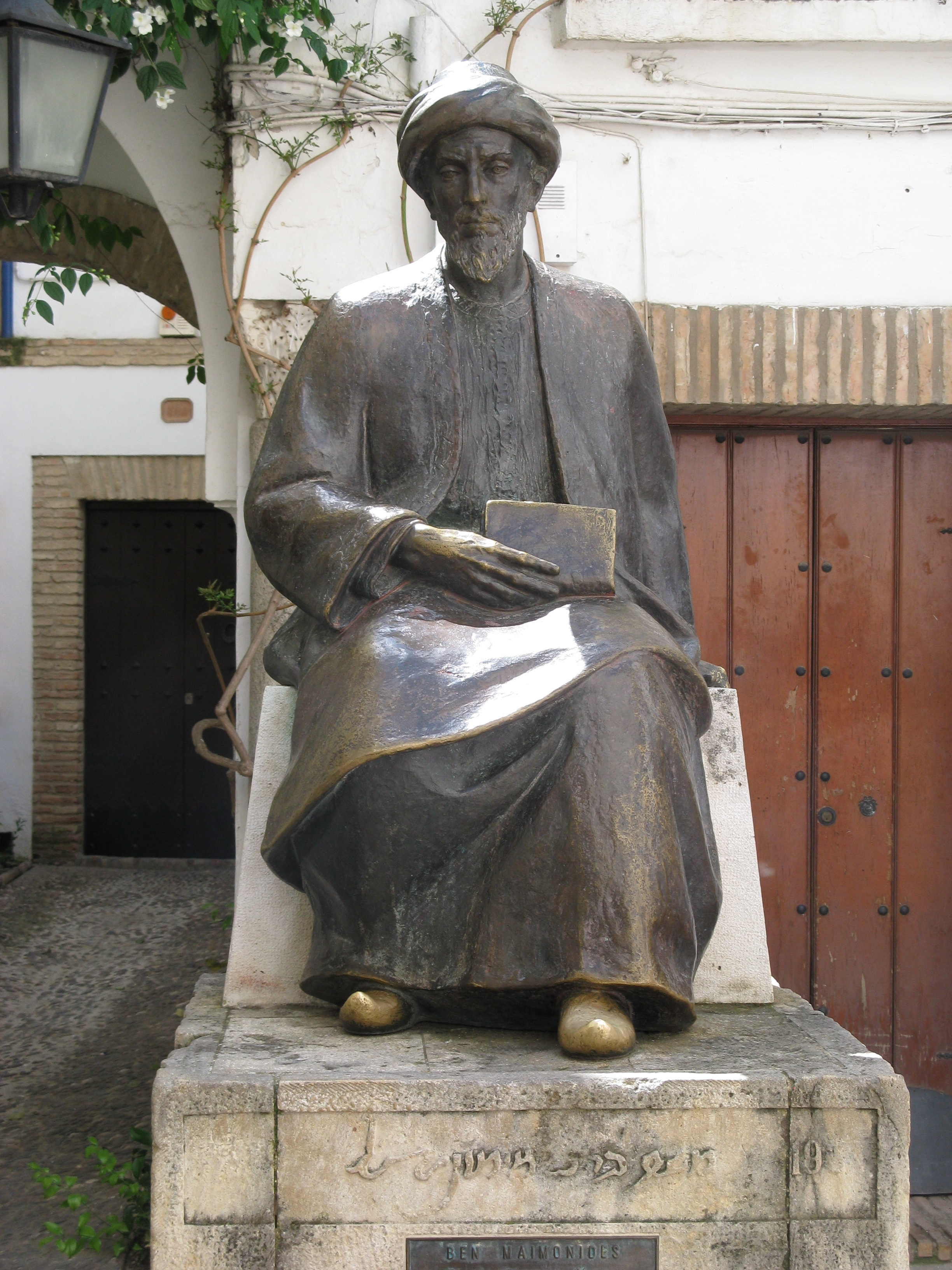
Escultura de Maimónides en Córdoba.

## Biografía
Fue hijo del escultor Francisco Ruiz Olmos quien falleció en 1914. Su madre, Antonia Olmos Paredes, trasladó entonces la familia a Sedaví de donde era oriunda. A los doce años se empleó como escribiente en Valencia. Poco después pasó a trabajar como aprendiz en un taller de muebles, y de allí al taller del escultor Justo Rosilla.
Se formó primero en la Escuela de Artes y Oficios de Valencia, y más tarde en la Academia de San Carlos. En 1937 se radicó en Córdoba, y al finalizar la Guerra Civil terminó sus estudios formativos en la Academia de Bellas Artes de Sevilla. 
Mientras vivió en Córdoba tuvo taller propio, adonde acudieron para formarse diferentes escultores y pintores cordobeses —como Juan Cantabrana o Aurelio Teno—, a la vez que ejercía como profesor en la Escuela de Artes y Oficios «Mateo Inurria», donde desde 1954 detentaría la Cátedra de Dibujo.

## Obra

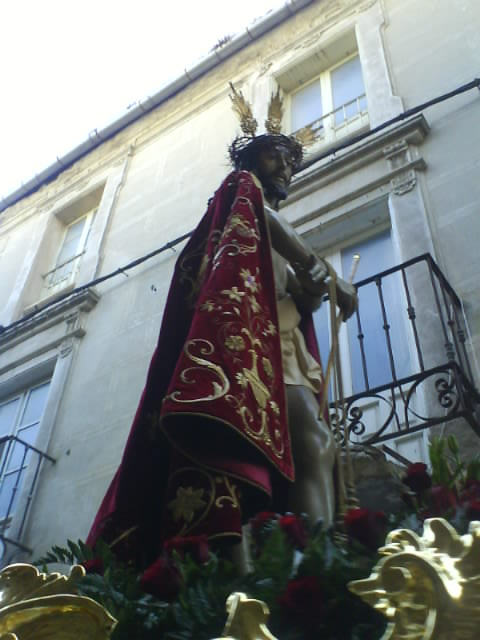
Cristo de La Humildad, Úbeda.

En su producción destacan la escultura monumental, urbana o funeraria, tanto como las imágenes religiosas, gloriosas o pasionistas. 
En la primera categoría se encuentran una estatua de Maimónides, al doctor Emilio Luque o el Triunfo del puente de San Rafael —todos ellos en la ciudad de Córdoba—, siendo su obra funeraria más destacada el mausoleo de «Manolete» —en el cementerio de la misma ciudad—. 
Por su parte, la producción religiosa de Amadeo Ruiz Olmos fue especialmente extensa, encontrándose diseminada principalmente por las diócesis de Córdoba con la talla del Santísimo Cristo del descendimiento que data de 1937 y el Santísimo Cristo de la Clemencia que data de 1939, Guadix, Diócesis de Málaga, Baeza, Úbeda, Beas de Segura y Porcuna (Diócesis de Jaén) donde destaca la maravillosa imagen de la Santísima Virgen de Alharilla Coronada, imagen que pertenece al término municipal de Porcuna. Especial mención merecen el nazareno de la Hermandad de La Vera Cruz de Baeza —por el que recibió el Premio Nacional de Escultura— o el misterio de la Santa Cena de la cofradía homónima en la vecina ciudad de Úbeda. Su influencia también llega hasta tierras malagueñas, en este caso Ruiz Olmos realiza la talla de Nuestro Padre Jesús Cautivo de Medinaceli de la localidad de Vélez-Málaga. También realizó la talla del Cristo Jesús Nazareno de la ilustre villa de Villanueva de Córdoba que se encuentra en la iglesia de Cristo Rey y se venera el miércoles santo por la hermandad del Santo Encuentro.

## Premios
- Premio Nacional de Escultura, otorgado por la Real Academia de San Fernando. (1945)
- Premio Bellver. (1946)
- Premio Nacional de Escultura. (1948)
- Primera medalla del Salón de Otoño de Madrid. (1948)